# Not for Long
Not for Long è un singolo del rapper statunitense B.o.B in collaborazione con il cantante Trey Songz pubblicato il 14 ottobre 2014. Il brano non è contenuto in nessun album.
La canzone ha venduto circa 120 000 copie in patria.

## Il brano
Il singolo possiede una sonorità tra l'R&B e il synth pop, ciò lo rende differente dalla maggioranza dei precedenti brani di B.o.B, che puntano ad uno stile rap più inciso.

## Tracce
Download digitale
1. Not for Long featuring Trey Songz - 3:35

## Classifiche
| Classifica (2014) | Posizione massima |
| ----------------- | ----------------- |
| Stati Uniti       | 80                |